# مركز فضاء فلكي
مركز فضاء فلكي هو اسم يطلق على مؤسسة أو منظمة تركز على الأبحاث والدراسات المتعلقة بالفضاء والفلك. يمكن أن تشمل هذه المراكز مجموعة متنوعة من الأنشطة، مثل الأبحاث العلمية، التعليم، التوعية العامة، وتطوير التكنولوجيا المتعلقة بالفضاء.

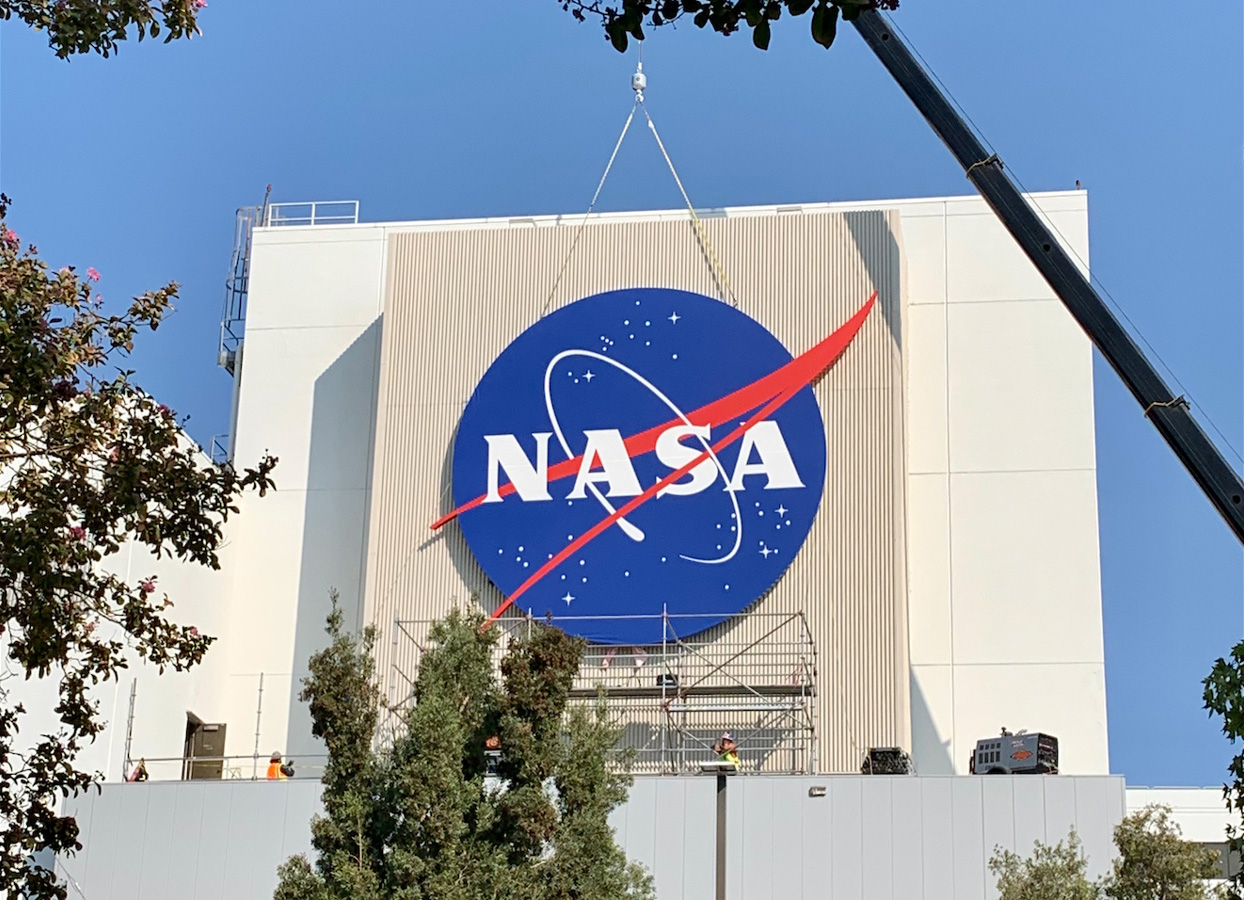
وكالة ناسا -مثال على مركز الفضاء الفلكي

## أنواع مراكز الفضاء الفلكية
- مراصد فلكية: تستخدم لرصد الأجرام السماوية، مثل النجوم والكواكب والمجرات. تشمل المراصد الفلكية الكبيرة مثل مرصد هابل ومرصد كيك.
- مراكز أبحاث: تركز على الأبحاث العلمية المتعلقة بالفضاء، مثل مركز جودارد لرحلات الفضاء التابع لناسا.
- مراكز تعليم وتوعية: تهدف إلى تعليم الجمهور حول الفضاء والفلك، مثل مركز كينيدي للفضاء.

## الأبحاث والدراسات
تقوم مراكز الفضاء الفلكية بإجراء أبحاث في مجالات متعددة، مثل:
- علم الفلك: دراسة الأجرام السماوية وتكوينها.
- الفيزياء الفلكية: دراسة الظواهر الفيزيائية في الفضاء.
- علوم الكواكب: دراسة الكواكب والأقمار والمذنبات.

## التكنولوجيا والابتكار
تساهم مراكز الفضاء الفلكية في تطوير تقنيات جديدة، مثل:
- تكنولوجيا الأقمار الصناعية: لتوفير الاتصالات والمراقبة.
- تكنولوجيا الاستكشاف الفضائي: مثل المركبات الفضائية والمسبارات.

## التعاون الدولي
تتعاون مراكز الفضاء الفلكية مع منظمات دولية أخرى، مثل وكالة الفضاء الأوروبية (ESA) ووكالة الفضاء الروسية (Roscosmos)، لتبادل المعرفة والموارد.

## التوعية العامة
تقوم هذه المراكز بتنظيم فعاليات وورش عمل ومحاضرات لزيادة الوعي العام حول الفضاء، مما يساعد في تحفيز الجيل الجديد على الاهتمام بالعلوم والتكنولوجيا.

## أمثلة على مراكز الفضاء الفلكية
- ناسا (NASA): وكالة الفضاء الأمريكية التي تشرف على الأبحاث والبعثات الفضائية.
- ESA (الوكالة الأوروبية للفضاء): تركز على الأبحاث والتعاون في مجال الفضاء في أوروبا.
- مرصد هابل: مرصد فضائي يراقب الفضاء من خارج الغلاف الجوي للأرض.

### روابط خارجية
- ناسا (NASA)

- الوكالة الأوروبية للفضاء (ESA)

- مرصد هابل

- محطة الفضاء الدولية (ISS)